# Тункинский эксперимент
Тункинский эксперимент — (другое название — TAIGA, Tunka Advanced Instrument for cosmic rays and Gamma Astronomy, Тункинский передовой комплекс для изучения космических лучей и гамма-астрономии) занимается измерением параметров широких атмосферных ливней, образующихся при взаимодействии космических лучей или высокоэнергичных гамма-лучей с атмосферой.
Комплекс расположен вблизи южной оконечности озера Байкал (Республика Бурятия) на астрофизическом полигоне в Тункинской долине. Он состоит из нескольких установок, измеряющих различные компоненты широких атмосферных ливней. В результате измерений с помощью этих детекторов можно восстановить направление прихода, энергию и тип космических лучей. Точность измерений повышается за счёт комбинации различных систем регистрации.
Основная цель исследования — это поиск ответа на вопрос о происхождении космических лучей в диапазоне от 1014 до 1018 эВ. Тункинский эксперимент проводит измерения в том же диапазоне энергий, что и эксперимент KASCADE-Grande, расположенный в Технологическом институте Карлсруэ, а также детектор космических лучей IceTop (на основе Ice Cube) на Южном полюсе.

## История
Изучение широких атмосферных ливней на Астрофизическом полигоне в Тункинской долине началось в середине 1990-х годов. Первая установка состояла из 4-х детекторов атмосферного черенковского света, а в 1995 году были получены первые результаты.
В 1999 году установка была расширена до 13 детекторов, а в 2000—2003 годах данные набирались уже установкой из 25 детекторов.
В 2009 году была запущена новая установка, Tunka-133, состоящая из 133 детекторов, расположенных на площади около 1 км². В 2011 году эта установка была расширена на 6 кластеров, по 7 детекторов в каждом.
Начиная с 2012, были установлены и другие системы детекторов — Tunka-Rex и Tunka-HiSCORE. В 2014 была закончена постройка сцинтилляционной установки Tunka-GRANDE, а в 2015 начались работы над атмосферным черенковским гамма-телескопом Tunka-IACT.
Благодаря новым установкам, сфера работы эксперимента значительно расширилась. В данный момент она включает в себя и гамма-астрономию.

## Tunka-133
Tunka-133 — это первая установка эксперимента TAIGA. Она состоит из 133 основных фотоэлектронных умножителей (ФЭУ), расположенных на площади 1 км² и 42 дополнительных, находящихся на расстоянии 1 км от центра установки. ФЭУ измеряют черенковское излучение от широких атмосферных ливней во время ясных и безлунных ночей. Установкой были промерены энергетический спектр и массовый состав космических лучей в диапазоне от 1016 до 1018 эВ.

## Tunka-Rex
В 2012 году было установлено 18 антенн установки Tunka-Rex. К 2016 году их количество возросло до 63. Расположение антенн также соответствует кластерной системе установки Tunka-133. Антенны производят регистрацию радиоизлучения от широких атмосферных ливней, которое генерируется при помощи геомагнитного эффекта и эффекта Аскарьяна.
В ходе сравнения полученных данных с данными установки Tunka-133, было показано, что радиоизмерения космических лучей имеет ту же точность измерения энергии космических лучей, что и в случае черенковского излучения. Также, в отличие от установки Tunka-133, которая может проводить измерения только в безлунные и безоблачные ночи, установка Tunka-Rex может проводить измерения в любое время дня и ночи.

## Tunka-Grande
Установка Tunka-Grande состоит из 380 сцинтилляционных счётчиков с площадью 0,64 м² каждый. Счётчики размещены в 19 станциях. Станции имеют наземную, в которой расположено по 12 счётчиков, и подземную части, в которой расположено 8 счётчиков. Общая площадь установки составляет около 0,8 км².
Эти станции измеряют частицы космических лучей вблизи земли. В частности — электроны и мюоны.
Все станции Tunka-Grande расположены вблизи детекторов Tunka-133. Они работают одновременно с антеннами установки Tunka-Rex, так как сочетание обоих методов может повысить точность определения состава космических лучей.

## Tunka-HiSCORE
Tunka-HiSCORE использует тот же принцип регистрации широких атмосферных ливней, что и Tunka-133, но имеет более чувствительные оптические модули с более низким порогом регистрации. Превосходная точность синхронизации повышает угловое разрешение для регистрации широких атмосферных ливней. Это очень важно для научной цели установки — измерения гамма-лучей в слабоохватываемом диапазоне энергий выше 30 ТэВ и космических лучей при энергиях от 100 ТэВ до 1 ЭэВ.
Первый прототип станции HiSCORE был установлен в 2012 году. К 2014 количество станций было увеличено до 28, а площадь покрытия составляет 0,25 км². В 2018 году количество станций составляет 47 на площади 0.4 км2,

## TAIGA-IACT
Телескоп состоит из установленных на альт-азимутальной монтировке сегментированного отражателя и камеры из фотоумножителей. Отражатель имеет конструкцию Дэвиса-Коттона с фокусным расстоянием около 5 м и состоит из 34 круглых сегментов с диаметром 600 мм. Камера имеет 574 пикселя, в каждом из которых находится фотоумножитель с конусом Уинстона. Размер каждого пикселя — 30 мм.
Tunka-IACT будет состоять из нескольких атмосферных черенковских телескопов и использует тот же принцип, что и эксперименты MAGIC, H.E.S.S., VERITAS и МЧТ. Первый из телескопов был построен в 2016 году